# Arkadij Bočkarëv
Arkadij Andreevič Bočkarëv (in russo Аркадий Андреевич Бочкарёв?; Mosca, 24 febbraio 1931 – 29 marzo 1988) è stato un cestista sovietico.

## Carriera
Con l'Unione Sovietica ha disputato i Giochi olimpici di Melbourne 1956, i Campionati mondiali del 1959 e tre edizioni dei Campionati europei (1955, 1957, 1959).

## Palmarès
- Campionato sovietico: 5

CSKA Mosca: 1960, 1960-61, 1961-62, 1963-64, 1964-65
- Coppa dei Campioni: 2

CSKA Mosca: 1960-61, 1962-63